# SG-1000

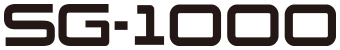
Logo konsoli

SG-1000 – konsola gier wideo wydana w 1983 roku przez Segę. Była to pierwsza próba wejścia Segi na rynek domowy. Premiera konsoli odbyła się w tym samym dniu, co premiera Nintendo Entertainment System przedsiębiorstwa Nintendo. Sega udostępniła konsolę na rynku w kilku wariantach: poza pierwotnym modelem została wydana również jako komputer SC-3000 oraz lekko zmodyfikowana wersja (np. dżojstik zastąpiono gamepadami) SG-1000 II.
Ze względu na konkurencję ze strony Nintendo Entertainment System, SG-1000 nie odniosła sukcesu rynkowego, mimo wydanych na nią portów gier arcade, takich jak Galaga. Sega Mark III, pierwotnie planowana trzecia wersja konsoli – wyposażona m.in. w nowy chip odpowiedzialny za grafikę i zawierająca własną bibliotekę gier (choć była wstecznie kompatybilna z grami z SG-1000) – została później wydana na zachodzie jako Sega Master System.

## Historia
Na początku lat 80. Sega Enterprises, wówczas spółka zależna Gulf and Western, była jednym z pięciu największych producentów gier arcade działających w Stanach Zjednoczonych. W tym okresie przychody przedsiębiorstwa osiągnęły poziom 214 milionów dolarów. Spowolnienie w branży automatów do gier, które rozpoczęło się w 1982 roku poważnie zaszkodziło spółce. Doprowadziło to Gulf and Western do sprzedaży swojej północnoamerykańskiej spółki produkującej automaty do gier oraz praw licencyjnych do gier arcade przedsiębiorstwu Bally Manufacturing. Gulf and Western zachowało działalność badawczo-rozwojową spółki Sega w Ameryce Północnej, a także jej japońską spółkę zależną Sega Enterprises. W związku z upadkiem działalności związanej z automatami do gier, prezes Sega Enterprises, Hayao Nakayama, zalecił, aby przedsiębiorstwo wykorzystało swoje doświadczenie sprzętowe do przejścia na powstający wtedy rynek konsol domowych w Japonii. Nakayama otrzymał pozwolenie na kontynuację. Pierwszym opracowanym modelem był SC-3000, komputer z wbudowaną klawiaturą, ale kiedy Sega dowiedziała się o planach Nintendo wydania konsoli przeznaczonej wyłącznie do gier, zaczęła rozwijać SG-1000 wraz z SC-3000. Aby obniżyć koszty przy jednoczesnym zapewnieniu wystarczającej trwałości, Sega zdecydowała się stworzyć platformę z popularnych, gotowych komponentów.
SG-1000 została po raz pierwszy wydana w Japonii 15 lipca 1983 roku w cenie 15 000 jenów, tego samego dnia, w którym Nintendo wypuściło Family Computer (Famicom). W tym dniu Sega wydała także modele SC-3000 znane również jako Sega Personal Computer SC-3000, jak również SC-3000H. Chociaż Sega sama wypuściła SG-1000 tylko w Japonii, inni producenci wydali konsolę na kilku innych rynkach na całym świecie. W tym samym czasie co japońska wersja, SG-1000 została wydana w Australii przez John Sands Electronics oraz w Nowej Zelandii przez Grandstand Leisure. Konsola została również wydana we Włoszech i Hiszpanii, ale ominęła większe rynki gier wideo takie jak Stany Zjednoczone, Wielka Brytania czy Niemcy. Powstała także nieautoryzowana wersja znana jako Telegames Personal Arcade, która została udostępniona w Stanach Zjednoczonych i na Tajwanie i była w stanie uruchamiać gry z SG-1000 i ColecoVision. Dodatkowego wydania SG-1000 na Tajwanie dokonała firma Aaronix. Konsola cieszyła się popularnością na Tajwanie przez krótki okres, zanim rynek został przejęty przez tańsze klony Famicom.
Częściowo ze względu na większą liczbę gier wydanych na SG-1000 (21 do końca 1983 roku w porównaniu z zaledwie 9 na Famicom), a częściowo z powodu wycofania jednostek Famicom z powodu wadliwego obwodu, sprzedano ponad 160 000 egzemplarzy SG-1000, znacznie przekraczając prognozę wyznaczoną na 50 000 sztuk. Były dyrektor Segi ds. rozwoju sprzętu, Hideki Sato, stwierdził, że firma nie przewidziała, że SG-1000 będzie się tak dobrze sprzedawać. Wynik SG-1000 szybko przebił zyski Segi z automatów do gier, po czym firma postanowiła bardziej skupić się na konsolach do gier wideo. Mimo to, trzem grom startowym brakowało rozpoznawalności takiej jak produkcje na Famicom: Donkey Kong, Donkey Kong Jr. czy Popeye.
Niedługo po premierze konsoli zmarł Charles Bluhdorn, założyciel firmy Gulf and Western. Wkrótce firma zaczęła pozbywać się wydziałów niezwiązanych z podstawową działalnością. W 1984 roku Nakayama i były dyrektor generalny Segi, David Rosen, zaaranżowali wykup menedżerski japońskiej spółki zależnej przy wsparciu finansowym od CSK Corporation, znanej japońskiej firmy programistycznej. Nakayama został następnie dyrektorem generalnym nowej Segi Enterprises. Po wykupieniu 31 lipca 1984 roku Sega wypuściła kolejny model swojej konsoli, SG-1000 II za 15 000 jenów. Nowa wersja zastąpiła przewodowy joystick dwoma odłączanymi gamepadami. Sato nie lubił oryginalnych kartridży, mówiąc, że po włożeniu do konsoli wyglądały jak małe czarne nagrobki, później w wywiadzie wspomniał, że jego największym osiągnięciem z czasów SG-1000 było zastąpienie ich weselszymi małymi kartami Sega My Cards. Sega zatrudniła również popularny duet komediowy Tunnels, aby zapewnić większą rozpoznawalność dla konsoli.
W 1984 roku sprzedaż Famicom zaczęła wyprzedzać SG-1000. Famicom był bardziej zaawansowany technologicznie, pozwalając na płynniejsze przewijanie i bardziej kolorowe sprite'y, a Nintendo zwiększyło swoją bibliotekę gier, zabiegając o zewnętrznych programistów, podczas gdy Sega nie była chętna do współpracy z tymi samymi firmami, z którymi konkurowała w salonach gier. SG-1000 mierzyła się również z konsolami do gier takich firm jak Tomy i Bandai. Ostatecznie Sega skupiła się na wypuszczeniu ulepszonej (m.in. nowe układy odpowiedzialne za grafikę, wykorzystywane przez nowe tytuły) konsoli Sega Mark III w Japonii w 1985 roku, która później została przemianowana na Sega Master System na całym świecie. Ostatnią wydaną grą była Portrait of Loretta 18 lutego 1987 roku. W 2006 roku usługa gier na subskrypcję GameTap dodała emulator SG-1000 i kilka tytułów do gry.

## Dane techniczne
| SG-1000    | SC-3000       |
| SG-1000    | SC-3000       |
| SG-1000 II | Sega Mark III |
| SG-1000 II | Sega Mark III |

Konsola była wyposażona w 8-bitowy procesor z rodziny Zilog Z80, taktowany z prędkością 3,58 MHz, miała 1 kB pamięci RAM oraz 2 kB VRAM. Mogła wyświetlać grafikę w rozdzielczości 256 × 192 w 16 kolorach. Sprzęt wykorzystywał zarówno kartridże, jak i specjalne plastikowe karty o nazwie „Sega My Card” – tańsze w produkcji od kartridżów, ale mające mniejszą od nich pojemność.
Seria SG-1000 posiada kilka urządzeń peryferyjnych. Dostępna w cenie 13 800 jenów w momencie premiery klawiatura SK-1100 łączy się przez gniazdo rozszerzeń i jest kompatybilna ze wszystkimi modelami. Stworzono wiele kontrolerów, w tym joystick SJ-200 dołączony do SG-1000 i joypad SJ-150, przeznaczony do użytku z SG-1000 II. Kierownica znana jako SH-400 została stworzona do użytku w grach takich jak GP Monako. C-1000 Card Catcher, sprzedawany za 1000 jenów, umożliwiający graczom granie w tytuły Sega My Card. Dodatkowe akcesoria istniały wyłącznie do użytku z SC-3000, w tym magnetofon kasetowy SR-1000, 4-kolorowy ploter SP-400 i urządzenie rozszerzające SF-7000, które dodaje napęd na dyskietki i dodatkową pamięć.

## Gry
Biblioteka oprogramowania firmy Sega dla SG-1000 i SC-3000 obejmuje 42 kartridży z grami i 29 wydań Sega My Card, które wymagały czytnika Card Catcher. Było również 26 edukacyjnych i przeznaczonych dla programistów kartridży do SC-3000, które można było odtwarzać tylko na SG-1000 z klawiaturą SK-1100. Na konsolę wyszły takie gry jak: Flicky, Congo Bongo, Galaga czy Girl's Garden. Biblioteka zawierała licencjonowane tytuły, takie jak Golgo 13. Opakowania i instrukcje do gier były pisane po japońsku i angielsku do roku 1984, kiedy to instrukcje zaczęto wydawać tylko w języku japońskim, a rozmiar pudełka został zmniejszony. Hideki Sato stwierdził, że firmie Sega brakowało w tym czasie odpowiedniego personelu do tworzenia gier na konsole. Gry na SC-3000/SG-1000 były nadal produkowane po premierze Mark III w 1985 roku. Ostatnie dwie gry na SC-3000/SG-1000 to The Castle z 1986 roku i Portrait of Loretta z 1987 roku. Ostatnią grą na Sega My Card był The Black Onyx, również wydany w 1987 roku.

## Wpływ na branżę

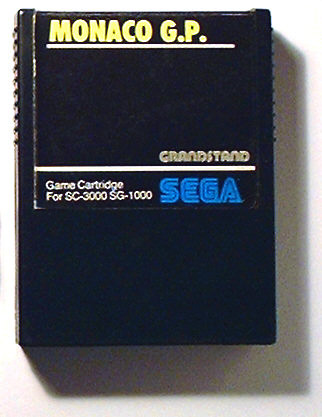
Kartridż Monaco GP

SG-1000 wywarła niewielki wpływ na branżę gier wideo, ale była pierwszą próbą Segi na rynku konsol do gier wideo. Redaktor czasopisma „Retro Gamer” Damien McFerran napisał, że była to porażka, ale jednocześnie nazwał ją i SG-1000 II prekursorem kolejnej konsoli Sega Master System. Pisząc dla „Wired”, Chris Kohler skrytykował wolną reakcję joysticka w kontrolerze i brak wyjścia RCA. Powiedział, że termin wydania zaszkodził jej; „chociaż jej grafika była lepszej jakości niż większość konsol na rynku, miała pecha, że została wydana w tym samym miesiącu co konsola Famicom od Nintendo, która miała lepsze gry, m.in. Donkey Kong”. O jej spuściźnie Kohler powiedział: niewielu o niej słyszało, jeszcze mniej na niej grało, a gry i tak nie były takie dobre. Natomiast Luke Plunkett z Kotaku uznał, że chociaż wygląda to tak, jakby SG-1000 była trochę niewypałem, nadal była ważna w rozwoju działalności firmy w zakresie konsol domowych.
Hideki Sato pozytywnie odniósł się do innowacji w SG-1000, ale przyznał, że konsola miała ograniczenia ze względu na to, jak nowy był to rynek, i że Sega nie miała wówczas doświadczenia w tworzeniu konsoli do gier wideo. Według Sato „problem polegał na tym, że chociaż wiedzieliśmy, jak tworzyć gry zręcznościowe, tak naprawdę nie wiedzieliśmy nic o tworzeniu gier na konsole. W rzeczywistości sama idea konsumenckiego rynku gier wideo była wtedy niespotykana; był to wtedy kolejny pomysł na nowy biznes”.